# كورتيس هنت
كورتيس هنت هو لاعب هوكي الجليد كندي، ولد في 28 يناير 1967 في نورث باتلفورد في كندا.